# System zarządzania bazą danych

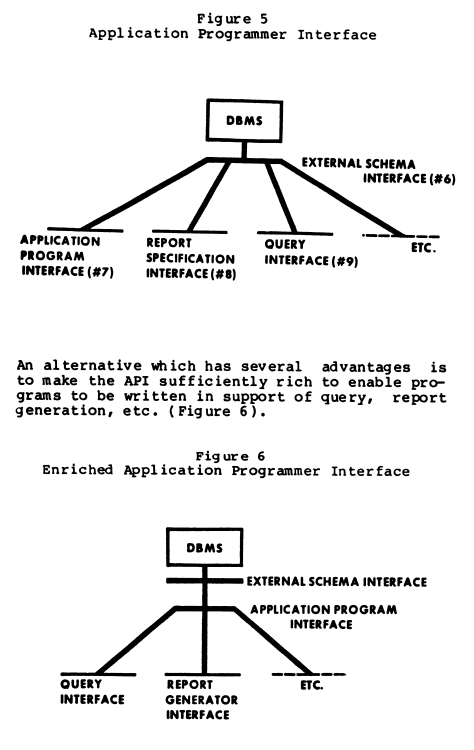
Diagram przedstawia działanie sieci DBMS

System zarządzania bazą danych, SZBD (ang. Database Management System, DBMS) – oprogramowanie bądź system informatyczny służący do zarządzania bazą danych. System zarządzania bazą danych może być również serwerem bazy danych (SBD) lub też może udostępniać bazę danych lokalnie – na określonym komputerze.

## Niezbędne mechanizmy
- środki do administrowania zapisanymi na nośnikach zbiorami danych,
- środki zapewniające integralność i bezpieczeństwo danych,
- środki pozwalające na odtworzenie zawartości bazy danych po awarii,
- narzędzia programistyczne wykorzystujące język programowania i API,
- dostęp do danych poprzez język zapytań bazy danych np. SQL,
- wielodostępność danych, np. poprzez transakcje,
- środki pozwalające na autoryzację dostępu do danych,
- środki do zarządzania metadanymi,
- środki optymalizujące wykorzystanie pamięci operacyjnej,
- środki optymalizujące czas dostępu do danych, np. indeksy,
- środki do pracy w środowisku rozproszonej bazy danych.

## Dodatkowe mechanizmy
- zarządzanie wersjami i danymi nietrwałymi,
- przechowywanie i udostępnianie danych multimedialnych,
- graficzne środowiska do tworzenia aplikacji dla użytkownika,
- pomosty do współpracy z innymi systemami baz danych, np. poprzez konwersję danych,
- obsługa widoków, procedur składowanych i aktywnych reguł,
- pakiety statystyczne,
- pakiety do analizowania danych,
- pakiety do tworzenia hurtowni danych,
- środki udostępniające bazę danych w sieci Internet.

## SZBD działające w architekturze klient-serwer
Większość obecnie spotykanych systemów działa w trybie klient-serwer, gdzie baza danych jest udostępniana klientom przez SZBD będący serwerem. Serwer bazy danych może udostępniać dane klientom bezpośrednio lub przez inny serwer, np. poprzez serwer WWW lub serwer aplikacji.
Systemy bazy danych w architekturze klient-serwer to m.in.:
- DB2,
- Informix Dynamic Server,
- Firebird,
- MariaDB,
- Microsoft SQL Server,
- MySQL,
- Oracle,
- PostgreSQL.

## SZBD bez podziału na klienta i serwer
Istnieją bazy danych, które nie muszą być współdzielone przez wielu użytkowników jednocześnie. W takim przypadku używa się SZBD nierozróżniających podziału na klienta i serwer, np.:
- Microsoft Access – zgodny z SQL, korzystający z Microsoft Jet,
- Kexi – zgodny z SQL, korzystający z SQLite.